# Qal'at Ja'bar
Qal'at Ja'bar (in arabo قلعة جعبر‎?; in turco Caber Kalesi), anticamente noto come Qal'at Dawsar, è un castello sulla riva sinistra del lago Assad nel governatorato di al-Raqqa, in Siria. La località in cui si trova, un tempo un'importante collina che dominava la valle dell'Eufrate e lungo l'importante via per Damasco, è oggi un'isola nel lago di Assad, raggiungibile solo attraverso una strada rialzata artificiale. Sebbene la collina su cui sorge il castello fosse forse già fortificata nel VII secolo, le strutture attuali sono principalmente opera dell'atabeg (governatore) di Aleppo Norandino, che ricostruì il castello a partire dal 1168. 

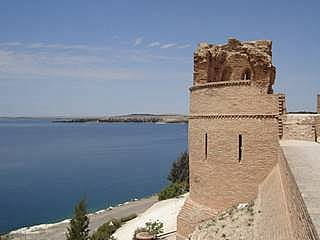
Uno dei bastioni del Qal'at Ja'bar

Dal 1965 sono stati effettuati diversi scavi all'interno e nei dintorni del castello, oltre a lavori di restauro delle mura e delle torri. Il castello è stato un'exclave turca tra il 1921 e il 1973.